# 廣瀬敏
廣瀬 敏（ひろせ さとし、1976年3月17日 - ）は、石川県出身の元自転車プロロードレース選手である。

## 経歴
高校生時よりマウンテンバイクを始め、大学４年時のインカレで日本舗道（現NIPPO・ヴィーニファンティーニ）監督の大門宏の目に留まり、ロードレースを本格的に始める。北陸大学を経て、1997年より日本鋪道でプロ入り。マウンテンバイクからロードへ転向した日本初の選手である。
2002年、高知国体個人ロード成年男子の部で勝利。2003年にはツール・ド・北海道で総合優勝を遂げる。
2005年に愛三工業レーシングチームに移籍。2006年ではオーストラリアで行われるヘラルドサンツアー（UCI2.1）第4ステージにて勝利。チームに海外における貴重な勝利をもたらした。その後も、2007年にはツール・ド・台湾第7ステージ、2008年はツール・ド・熊野第1ステージでそれぞれ勝利と安定した戦績を残した。
2009年は古巣、チームNIPPOコルナゴに移籍する。しかし、この年にはこれといった成績は残せずツール・ド・おきなわを最後に引退を表明した。
2010年11月現在、石川県金沢市に戻り、実家が経営する運転代行会社（ドリーム運転代行）に勤務中。